# 21
21 DC (XXI) foi um ano comum começando e terminando na quarta-feira do calendário juliano. Na época, era conhecido como o Ano do Consulado e Tibério e Druso (ou, com menos frequência, ano 774 Ab urbe condita). A denominação 21 DC para este ano tem sido usada desde o início do período medieval, quando a era do calendário de Anno Domini se tornou o método prevalecente na Europa para denominar anos.

## Eventos
- 200a olimpíada: Polemão de Petra, vencedor do estádio.[1]

## Mortes
- Públio Sulpício Quirino, senador romano da Sulpícia eleito cônsul em 12 a.C. juntamente com Marco Valério Messala Apiano (n. 51 a.C.).